# Silvanidium
Silvanidium is een geslacht van rechtvleugeligen uit de familie Lentulidae. De wetenschappelijke naam van dit geslacht is voor het eerst geldig gepubliceerd in 2012 door Brown.

## Soorten
Het geslacht Silvanidium omvat de volgende soorten:
- Silvanidium aculeatum Brown, 2012
- Silvanidium armstrongi Brown, 2012
- Silvanidium peninsulare Brown, 2012